# Leishmania donovani
Espèce
Leishmania donovani est une espèce de parasite responsable d'une maladie très grave, mortelle à 95 % sans soins : la leishmaniose viscérale ou « kala-azar », ou encore « maladie noire ». Elle sévit en Inde, en Chine du Nord, en Mandchourie et au Soudan égyptien. Le germe est transmis par le phlébotome dans l'intestin duquel il a la forme leptomonas. Inoculé lors de la piqûre par régurgitation de salive, il se transforme en leishmania et envahit les cellules du système réticulo-endothélial.
La maladie est caractérisée par une fièvre irrégulière accompagnée d'une inflammation considérable du foie et de la rate. Le malade meurt d'une cirrhose en cachexie complète.